# Xanthothrix
Xanthothrix är ett släkte av fjärilar. Xanthothrix ingår i familjen nattflyn.
Kladogram enligt Catalogue of Life:
| Xanthothrix | \| \| Xanthothrix albipuncta \| \| \| \| \| \| Xanthothrix callicore \| \| \| \| \| \| Xanthothrix neumoegeni \| \| \| \| \| \| Xanthothrix ranunculi \| \| \| \| \| \| Xanthothrix stagmatogon \| \| \| \| |
|             | \| \| Xanthothrix albipuncta \| \| \| \| \| \| Xanthothrix callicore \| \| \| \| \| \| Xanthothrix neumoegeni \| \| \| \| \| \| Xanthothrix ranunculi \| \| \| \| \| \| Xanthothrix stagmatogon \| \| \| \| |
|             | Xanthothrix albipuncta |
|             | |
|             | Xanthothrix callicore |
|             | |
|             | Xanthothrix neumoegeni |
|             | |
|             | Xanthothrix ranunculi |
|             | |
|             | Xanthothrix stagmatogon |
|             | |